# Сент Стивенс (Алабама)
Сент Стивенс (енгл. St. Stephens) насељено је место без административног статуса у америчкој савезној држави Алабама.

## Демографија
По попису из 2010. године број становника је 495.
| Група             | 2000.    | 2010.       |
| Белци             | 0 (0,0%) | 310 (62,6%) |
| Афроамериканци    | 0 (0,0%) | 178 (36,0%) |
| Азијати           | 0 (0,0%) | 2 (0,4%)    |
| Хиспаноамериканци | 0 (0,0%) | 3 (0,6%)    |
| Укупно            | 0        | 495         |